# فرنسوا ارنو
فرنسوا ارنو (بالفرنسية: François Arnaud )‏ (و. 1843 – 1908 م) هو متسلق جبال، وجيولوجي، وجغرافي، وسياسي، من فرنسا، توفي عن عمر يناهز 65 عاماً.